# Roca Lacus
Il Roca Lacus è una struttura geologica della superficie di Titano.